# Danske textiler
|  | Denne artikel er oprettet af botten Steenthbot ud fra en ekstern database. Den kan derfor have sproglige fejl eller mangler. Denne skabelon kan fjernes efter kontrol af indholdet. |

Danske textiler er en dansk dokumentarfilm fra 1967 instrueret af Jens Henriksen efter eget manuskript.

## Handling
Tivolipantomimens figurer demonstrerer anvendelsen af tekstiler i boligindretningen.

## Medvirkende
- Birgit Brüel
- Dida Kronenberg
- Torkil Lauritzen
- John Wølk
- Carl Johan Hviid